# Siettitia balsetensis
Espèce
Statut de conservation UICN

 EX  : Éteint
Siettitia balsetensis, communément appelé Carabe de la grotte de Perrin, est une espèce éteinte de coléoptères de la famille des Hydroporinae.
Il a été trouvé dans la région d'Avignon et en région lyonnaise.
Avec Siettitia avenionensis, ce sont les deux seules espèces du genre Siettitia.

## Description
L'holotype de Siettitia balsetensis, un mâle, mesure 2,25 mm. Il a été trouvé dans un puits profond dans les environs du Beausset dans le Var.

## Publication originale
- E. Abeille de Perrin, « Description d’un Coléoptère hypogé français », Bulletin de la Société entomologique de France, Paris, SEF, vol. 9, no 15,‎ 1904, p. 226-228 (ISSN 0037-928X et 2540-2641, OCLC 1765811, DOI 10.3406/BSEF.1904.23569).